# Huber Heights
Huber Heights è una città degli Stati Uniti d'America, situata nello Stato dell'Ohio, nella contea di Montgomery ed in parte nelle contee di Greene e Miami.